# ヴィース線
ヴィース線（ドイツ語;Wieserbahn）は、グラーツ・ケーフラハ鉄道の鉄道線の名称である。路線番号550。

## 運行形態[1]
以下、2つの系統に分かれている。
S6系統 (グラーツ - ヴェアンドルフ - ヴェトマンシュテッテン - ヴィース)
平日は1～2時間に1本運行されるが、土曜日は一日2往復のみとなり、休日は運行されない。グラーツ～ヴェトマンシュテッテン間は、S61系統よりこちらの方が所要時間が短い。
S61系統 (グラーツ - リーボホ - ヴェトマンシュテッテン/ヴィース)
平日は1～2時間に1本の運行で、グラーツ - ヴェトマンシュテッテン間の運行が中心となる。ヴェトマンシュテッテンで、S6系統のヴィース方面と接続する。土曜日は1～2時間に1本の運行で、グラーツ - ヴィース間の運行中心となり、休日は2時間に1本の運行で、グラーツ - ヴィース間で運行される。なお、土曜日はリーボホ以北ケーフラハ方面発着の車両に併結される。

## 駅一覧
以下では、ヴィース線の駅と営業キロ、停車列車、接続路線などを一覧表で示す。
| 路線名 | 駅名                                               | 駅間営業キロ | 累計営業キロ | S | 接続路線     | 所在地               | 所在地                 |
| ------ | -------------------------------------------------- | ------------ | ------------ | - | ------------ | -------------------- | ---------------------- |
| 550    | リーボホ駅                                         | -            | 0.0          | ■ | ケーフラハ線 | シュタイアーマルク州 | グラーツ郊外郡         |
| 550    | ランナハ駅                                         | 4.3          | 4.3          | ■ |              | シュタイアーマルク州 | ドイチュランツベルク郡 |
| 550    | オイスニッツ・ザンクト・ヨーゼフ駅                 | 3.3          | 7.6          | ■ |              | シュタイアーマルク州 | ドイチュランツベルク郡 |
| 550    | アリンク・トービゼク駅                             | 4.1          | 11.7         | ● |              | シュタイアーマルク州 | ドイチュランツベルク郡 |
| 550    | プレーディンク・ヴィーゼルスドルフ駅               | 2.8          | 14.5         | ■ |              | シュタイアーマルク州 | ドイチュランツベルク郡 |
| 550    | ヴェトマンシュテッテン駅                           | 2.9          | 17.4         | ■ | コーラルム線 | シュタイアーマルク州 | ドイチュランツベルク郡 |
| 550    | グッセンドルフ駅                                   | 2.5          | 19.9         | ■ |              | シュタイアーマルク州 | ドイチュランツベルク郡 |
| 550    | グロス・ザンクト・フローリアン駅                   | 2.7          | 22.6         | ■ |              | シュタイアーマルク州 | ドイチュランツベルク郡 |
| 550    | フラウエンタル・バト・ガムス駅                     | 4.9          | 27.5         | ■ |              | シュタイアーマルク州 | ドイチュランツベルク郡 |
| 550    | ドイチュランツベルク駅                             | 2.9          | 30.4         | ■ |              | シュタイアーマルク州 | ドイチュランツベルク郡 |
| 550    | ホレネク駅                                         | 5.5          | 35.9         | ■ |              | シュタイアーマルク州 | ドイチュランツベルク郡 |
| 550    | シュヴァンベルク駅                                 | 2.3          | 38.2         | ■ |              | シュタイアーマルク州 | ドイチュランツベルク郡 |
| 550    | ザンクト・ペーター・イム・ズルムタル駅             | 1.4          | 39.6         | ■ |              | シュタイアーマルク州 | ドイチュランツベルク郡 |
| 550    | ザンクト・マーティン・イム・ズルムタル・バーグラ駅 | 2.7          | 42.3         | ■ |              | シュタイアーマルク州 | ドイチュランツベルク郡 |
| 550    | ディートマンスドルフ駅                             | 2.1          | 44.4         | ■ |              | シュタイアーマルク州 | ドイチュランツベルク郡 |
| 550    | ペルフィンク・ブルン駅                             | 2.7          | 47.1         | ■ |              | シュタイアーマルク州 | ドイチュランツベルク郡 |
| 550    | ヴィース市場駅                                     | 2.5          | 49.6         | ■ |              | シュタイアーマルク州 | ドイチュランツベルク郡 |
| 550    | ヴィース・アイビスヴァルト駅                       | 1.1          | 50.7         | ■ |              | シュタイアーマルク州 | ドイチュランツベルク郡 |